# $30,000
$30,000 er en amerikansk stumfilm fra 1920 af Ernest C. Warde.

## Medvirkende
- J. Warren Kerrigan som John Trask
- Fritzi Brunette som Aline Norton
- Carl Stockdale som Ferdinand Spargo
- Nancy Chase som Christine Lloyd
- Joseph J. Dowling som Annester Norton